# 로버트 J. C. 영
로버트 J. C. 영 FBA (Robert J. C. Young, 1950년 ~ )은 영국의 탈식민주의 이론가, 문화평론가이자 역사가이다. 옥스퍼드 대학교 엑서터 칼리지에서 석사와 박사학위를 받았다. 옥스퍼드 대학교에서 영어와 비판 이론 교수를 맡았으며 워덤 칼리지의 교원으로 있었다. 2005년 뉴욕 대학교 줄리우스 실버 영어 및 비교문학 교수로 옮겼으며 2015년부터 2018년까지 뉴욕 대학교 아부다비의 인문대학장을 맡았다.
영은 《옥스퍼드 문학 비평》(Oxford Literary Review)의 창립 편집자 중 한 명이었으며, 《인터벤션즈: 국제 포스트식민주의 연구 저널》(Interventions: International Journal of Postcolonial Studies)의 편집을 맡았다. 2013년 영국 학사원의 교신회원으로 선출되었으며 2017년 옥스퍼드 대학교 워덤 칼리지 명예 종신교수가 되었다. 저서로 《백색신화》(White Mythologies: Writing History and the West, 1990), 《포스트식민주의 또는 트리컨티넨탈리즘》(Postcolonialism: A Very Short Introduction, 2003) 등이 있다.